# Andrychów
Andrychów (dawniej też Jędr(z)ychów, łac. Andrichovia) – miasto w południowej Polsce, w województwie małopolskim, w powiecie wadowickim, nad rzeką Wieprzówką, siedziba władz gminy miejsko-wiejskiej Andrychów.
Miasto posiada tradycje przemysłowe sięgające XVIII w. Pokonało problemy związane z transformacją ustrojową i obecnie rozwija się również jako ośrodek przemysłowy: m.in. powstała tam podstrefa specjalnej strefy ekonomicznej zarządzana przez Krakowski Park Technologiczny. Tradycyjne gałęzie przemysłu andrychowskiego to przemysł bawełniany, przemysł włókienniczy i przemysł maszynowy. Z racji położenia, tradycji letniskowej i stale rozwijanego zaplecza stał się ważnym ośrodkiem turystycznym w rejonie Beskidu Małego.

## Położenie i komunikacja

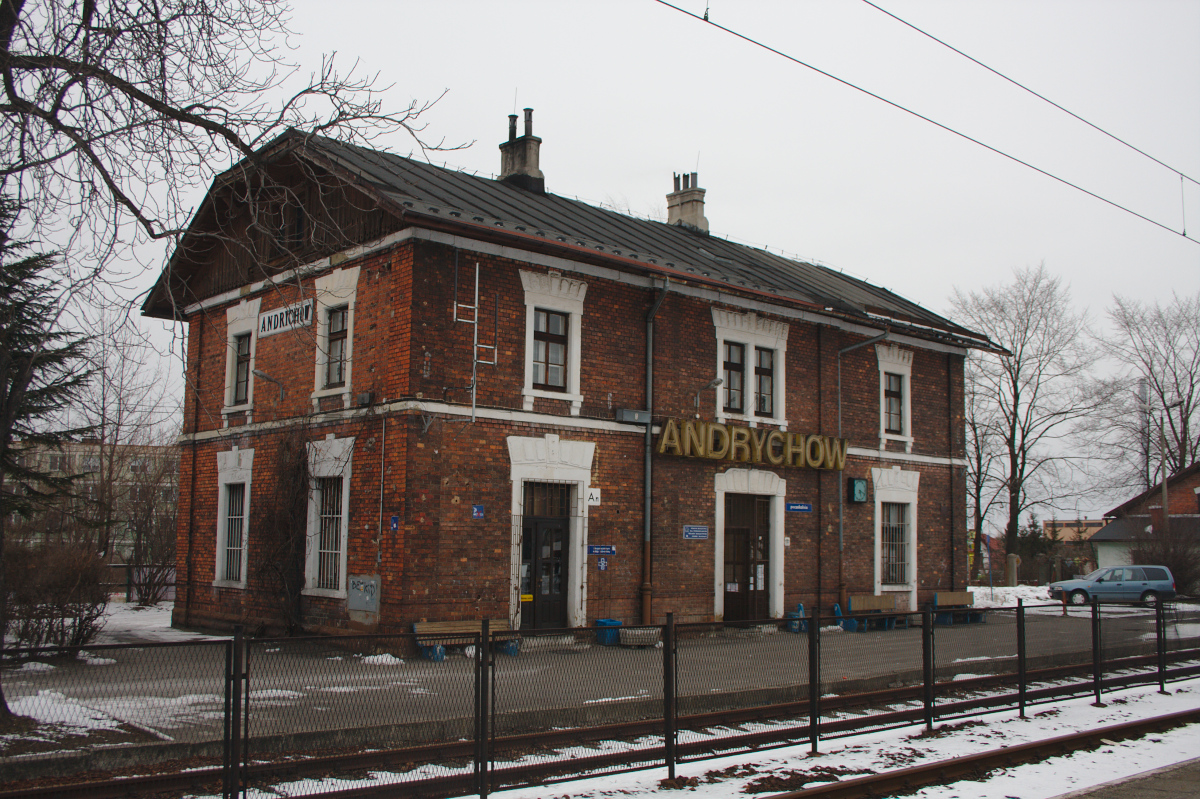
Budynek stacji kolejowej w Andrychowie

Miasto położone w Kotlinie Andrychowskiej, w Beskidzie Małym, u stóp Pańskiej Góry, nad rzeką Wieprzówką. Pod względem kulturowym, historycznym i geograficznym Andrychów stanowi część Małopolski i dawnej ziemi krakowskiej.
Andrychów położony jest wzdłuż:
- Droga krajowa nr 52 Kraków – Bielsko-Biała;
- Droga wojewódzka nr 781 Chrzanów – Łękawica.

Przez miasto biegnie Linia kolejowa nr 117 z Bielska-Białej do Kalwarii Zebrzydowskiej Lanckorony obsługiwana przez PolRegio. W Andrychowie znajdują się dwie stacje kolejowe: Andrychów i Andrychów Górnica.
Komunikację pomiędzy Gminą Andrychów a Kętami i Bielskiem-Białą obsługuje Komunikacja Beskidzka 3 liniami na terenie miasta (110), (140), (142).
Od początku roku 2018 na terenie gminy Andrychów funkcjonuje wewnętrzna komunikacja miejska zarządzana przez ZGK Andrychów, którą tworzy 9 linii.
| Linie | Trasa                                                                                       | Uwagi                                 |
| ----- | ------------------------------------------------------------------------------------------- | ------------------------------------- |
| 1     | Andrychów Dworzec Autobusowy – Andrychów Osiedle Pętla – Andrychów Dworzec Autobusowy       | Kurs przez osiedle Żwirki i Wigury    |
| 2     | Andrychów Dworzec Autobusowy – Roczyny Pod Górami – Andrychów Dworzec Autobusowy            |                                       |
| 3     | Andrychów Dworzec Autobusowy – Brzezinka Dolna – Andrychów Dworzec Autobusowy               | Powrót przez Sułkowice-Łęg            |
| 4     | Andrychów Dworzec Autobusowy – Targanice Nowa Wieś Pętla – Andrychów Dworzec Autobusowy     | Kurs wykonywany przez Brzezinkę Górną |
| 5     | Andrychów Dworzec Autobusowy – Sułkowice Środkowe Nawieśnica – Andrychów Dworzec Autobusowy |                                       |
| 6     | Andrychów Dworzec Autobusowy – Sułkowice Bolęcina Pętla – Andrychów Dworzec Autobusowy      |                                       |
| 7     | Andrychów Dworzec Autobusowy – Rzyki Jagódki Kuźnia – Andrychów Dworzec Autobusowy          | Kurs przez Rzyki Praciaki             |
| 8     | Andrychów Dworzec Autobusowy – Zagórnik Skornica – Andrychów Dworzec Autobusowy             |                                       |
| 9     | Andrychów ul.1 Maja – Inwałd os. Korcza – Andrychów ul. 1 Maja                              |                                       |

Transport do miasta powiatowego na trasie Andrychów – Wadowice obsługuje samorządowa linia autobusowa (nr 10).
Transport międzygminny zapewniają różni prywatni przewoźnicy m.in. Janiso, Czarny, MK Trans.
Aktualny rozkład jazdy komunikacji miejskiej gminy Andrychów znajduje się na stronie UM Andrychów.

## Nazwa miasta
Osada miała zostać założona na przełomie XIII/XIV w. i nazwana Indrzychowem, co jednak nie znajduje potwierdzenia w źródłach. Pierwsze zapiski o Andrychowie pojawiły się w wykazie świętopietrza w 1344 r. Wioska figuruje tam pod nazwą: Henrychów („ecclesia de Henrichov”). W 1395 wzmiankowany jako Heynrichow(a), a w 1434 Jandrychov. Jan Długosz w Liber beneficiorum ok. 1440 r. do określenia osady używa nazwy Gendrzychow. W okresie przynależności do Królestwa Galicji oraz w okresie okupacji hitlerowskiej, miasto nosiło też niemiecką nazwę Andrichau. Obecnie panuje przekonanie, że nazwa miasta pochodzi od imienia pierwszego właściciela lub założyciela (np. Henryka lub Jędrzeja).

## Historia

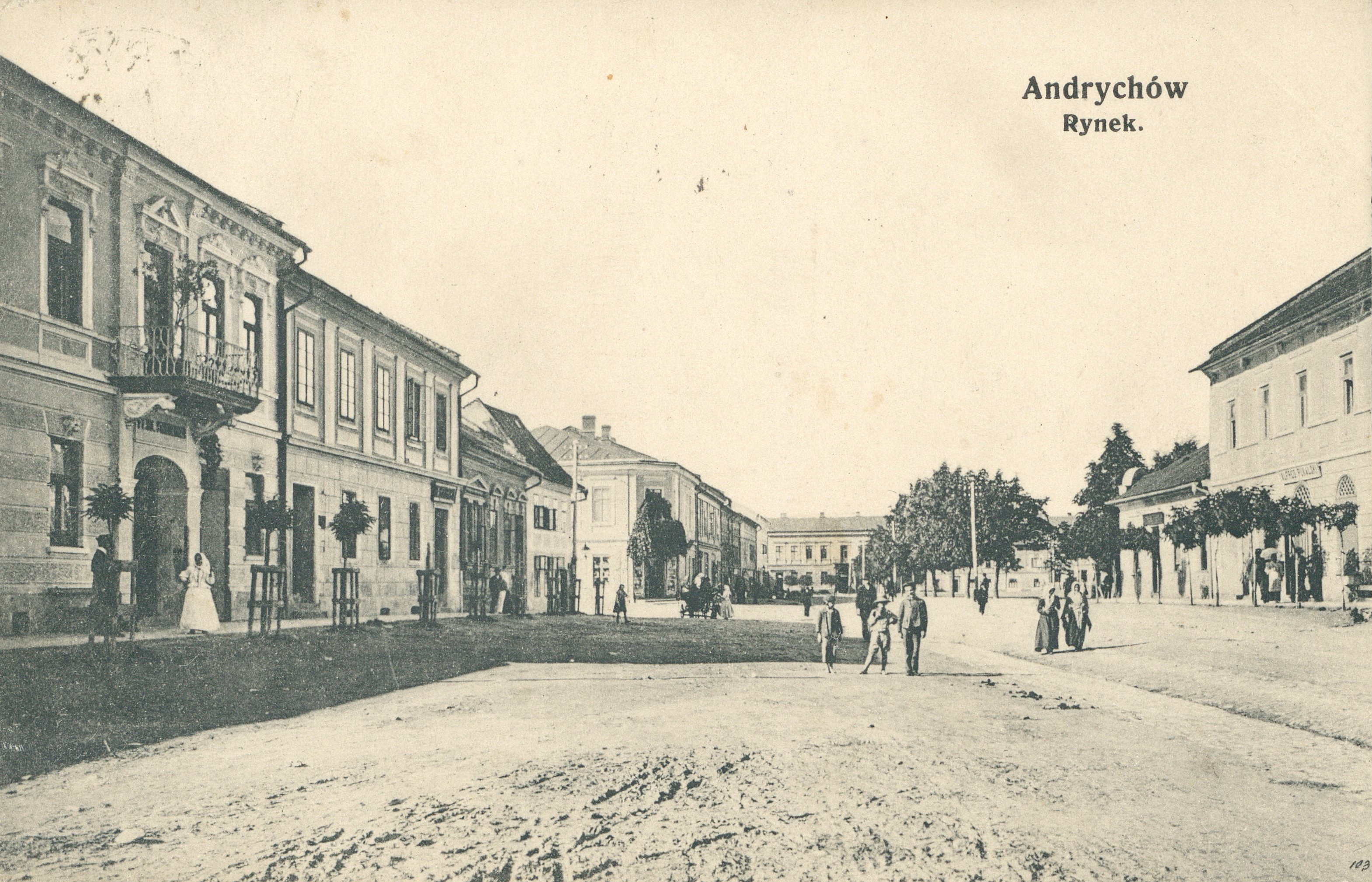
Rynek w Andrychowie około 1908–1914

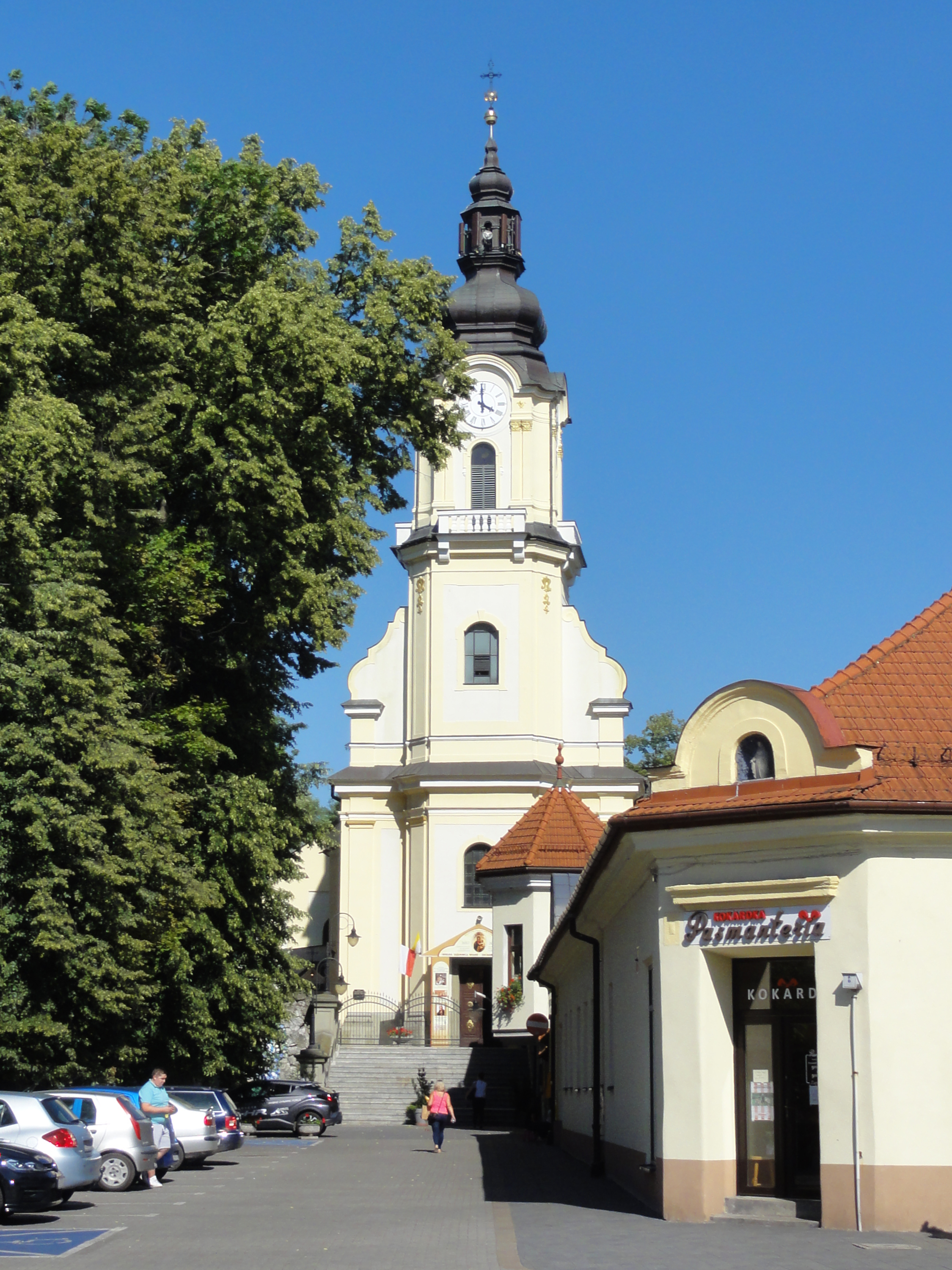
Kościół pw. św. Macieja (poświęcony 1721)

Andrychów został założony być może już na przełomie XIII/XIV w., a pierwszych osadników dopatrywano się później wśród przybyszy z Moraw a pierwotnej nazwy w postaci Indrzychów. Jednak pierwsza wzmianka w 1344 w postaci Henrichov wskazuje raczej na pierwszego domniemanego właściciela Heinricha, a w najbliższym sąsiedztwie osiedlali się wówczas raczej osadnicy pochodzenia niemieckiego, stąd część badaczy niemieckich zaliczała wieś w poczet niemieckich wsi na wschód od Bielska. W 1345 r. wieś miała 27 km² powierzchni i liczyła 105 mieszkańców i znajdowała się w powstałym około 1315 roku księstwie oświęcimskim. W 1395 wzmiankowany jest pierwszy znany właściciel wsi Cedro z Heynrichowa, a w 1434 Jaszkone de Jandrychov.
Wiek piętnasty był bardzo niespokojny, szczególnie po wybuchu wojen husyckich. Charakteryzował się m.in. wysokim stopniem rozbójnictwa, co mogło doprowadzić do ruchów migracyjnych i wręcz opustoszenia niektórych wsi. Liczne niepokoje ograniczały rozwój wsi (m.in. przejazd Deresława udającego się na rabunek Zatora). Wieś została być może powtórnie lokowana po 1434, tym razem pod nazwą odnoszącą się do Andrzeja, nie Henryka, a parafia została zredukowana do filii Wieprza, jako że była następnie wzmiankowana przez Długosza jako Gendrzychow, willa sub parochia ecclesiae de Wyeprz. W 1445 z Księstwa Oświęcimskiego wyodrębniło się księstwo zatorskie, w granicach którego znalazł się Andrychów (Jędrzychów).
Andrychów zaczął rozwijać się, gdy Zator znalazł się pod panowaniem królów polskich, później jako część województwa krakowskiego będącego w składzie prowincja małopolskiej. Miejscowość nie była jeszcze zaliczana do znaczących osad, większe od niej były pod koniec XVI wieku sąsiednie Wieprz i Inwałd, choć na początku XVI wieku Andrychów stał się centrum administracyjnym dla sąsiednich osad. W 1564 roku tereny księstwa zatorskiego, łącznie z Andrychowem, leżały w granicach Korony Królestwa Polskiego.
Na początku XVII w. Andrychów należał do Mariana Przyłęckiego herbu Szreniawa. Był on już wtedy centrum administracyjnym klucza sąsiadujących z nim wiosek: Wieprza, Inwałdu, Targanic, Roczyn, Sułkowic. W 1665 roku, podczas potopu szwedzkiego, czyli najazdu Szwedów na Rzeczpospolitą, wieś została splądrowana i spalona przez oddziały szwedzkie, co zatrzymało jej rozwój na wiele lat.
Na początku XVIII w. Franciszek Czerny-Szwarzenberg, aby wesprzeć zniszczoną wioskę, osiedlił w niej rzemieślników, m.in. tkaczy z Belgii, Śląska i Saksonii. Od tego momentu andrychowskie tkactwo zaczęło się gwałtownie rozwijać (tkactwo w Andrychowie rozwijało się już od XVI w.).
Znaczenie Andrychowa stopniowo rosło, otrzymywał on przywileje oraz instytucje charakterystyczne dla miasta (np. przywilej jarmarków, utworzenie organizacji cechowych). Wreszcie, w roku 1704 podjęto próbę lokacji miasta (za przywilejem Augusta II). Ostatecznie Stanisław Ankwicz usytuował miasto Andrychów w 1767 r. na terenie wsi Andrychów (równocześnie istniało miasto Andrychów i wieś Andrychów).
W 1772 r., po I rozbiorze Polski, miasto znalazło się pod panowaniem austriackim (zabór austriacki) jako część Galicji. Ewaryst Andrzej Kuropatnicki w wydanym po raz pierwszy w 1786 r. dziełku pt. „Geografia (...) Galicyi i Lodomeryi” tak pisał o Andrychowie, znajdującym się wówczas w cyrkule myślenickim: Domu hrabiów Ank[w]iczów, fabryką drelichów, obrusów, serwet nietylko w Galicyi, ale i w Polszcze, Moskwie, we Włoszech, w Węgrzech, Czechach, Śląsku i Morawie sławna.
Pierwszą szkołę założono dopiero w 1791 r. Początkowo nie miała ona własnego budynku, a nauka odbywała się w wynajmowanych izbach. W 1823 r. Andrychów otrzymał przywilej potwierdzający prawa miejskie w nowych warunkach politycznych. Na koniec XVIII w. przypadł rozkwit kolegacji chłopskich. Niepiśmienni często chłopi prowadzili interesy w Stambule, Aleksandrii, Wenecji, Marsylii, Barcelonie, Lubece, Hamburgu, Gdańsku, Moskwie.
W 1886 r. rady wsi i miasta podjęły decyzję o połączeniu się Andrychowa w jeden organizm miejski. Tereny wsi Andrychów zostały włączone do miasta Andrychowa. W tym czasie Andrychów był siedzibą magistratu, sądu grodzkiego (od 1855 r.), ekspedycji pocztowej, urzędu miar i wag, kwatermistrzostwa wojska i notariatu. Już od 1807 r. istniał szpital dla ubogich. Otwarcie galicyjskiej linii kolejowej w 1888 r., która biegła przez Andrychów, spowodowało żywszy rozwój gospodarczy (przybliżyły się rynki zbytu, zmniejszyły się koszty transportu towarów, bezpieczeństwo transportu uległo zwiększeniu) oraz zmiany społeczne (wyeliminowanie z pracy grupy furmanów trudniących się dotychczas transportem towarów, wyjście z użycia ciężkiej bryczki budowanej przez kowali w Andrychowie itd.). 20 czerwca 1893 r. duży pożar strawił znaczną część miasta. Od jego całkowitego zniszczenia uchroniła andrychowian obfita ulewa.

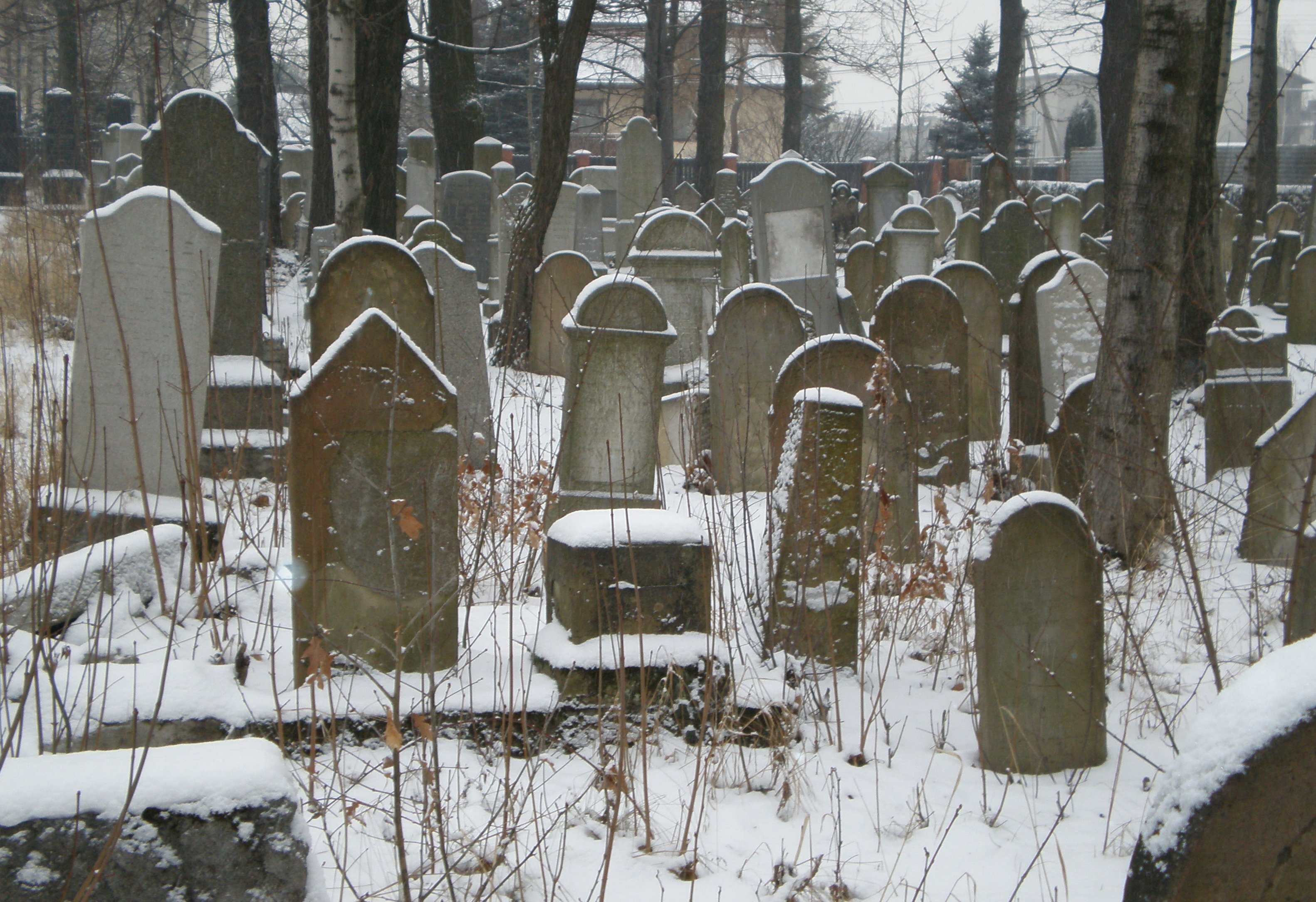
Cmentarz żydowski

W XIX w. Andrychów przeszedł rewolucję przemysłową: powstawały przędzalnie, tkalnie i farbiarnie. W 1908 r. w Andrychowie powstała Pierwsza Galicyjska Tkalnia Mechaniczna – nowoczesna fabryka, która stała się jednym z największych zakładów w Andrychowie. Właścicielami byli bracia Czeczowiczka. Od tej pory eksportowano wyroby ze znakiem firmowym „ABC” (Andrychów – Bracia Czeczowiczka). Zrewolucjonizowało to lokalny rynek pracy. W końcu XIX w. powstał kahał. Żydzi stanowili znaczną część inteligencji andrychowskiej. Społeczność ta wydała wielu znamienitych mieszkańców Andrychowa.
Dobra tabularne hrabiego Stefana Bobrowskiego, położone w 1905 roku w powiecie wadowickim Królestwa Galicji i Lodomerii.
31 października 1918 r. w Krakowie władze objęła Polska Komisja Likwidacyjna, której podporządkowały się władze miejskie. Po odzyskaniu przez Polskę niepodległości, Andrychów stał się częścią województwa krakowskiego. W okresie międzywojennym Andrychów rozwinął się jako ośrodek turystyczny i miejscowość letniskowa. W 1926 r. nastąpiła elektryfikacja miasta, a w latach 1934–1939 rozszerzono sieć kanałów, poprawiono miejskie drogi i chodniki. Głównymi inwestycjami tego okresu były basen pływacki i stadion sportowy. W mieście działały kluby sportowe: „Beskid”, „Andrychowianka”, „Orzeł” i „Makabi”. Uruchomiono drugie kino (pierwsze istniało przy zakładach Czeczowiczków). Od 1926 roku kursowały autobusy na trasach do Krakowa i Białej, a od 1929 r. istniała stacja benzynowa. W 1936 r. zmotoryzowano Straż Pożarną.
W 1928 roku burmistrzem był Stefan Bobrowski, odznaczony Krzyżem Oficerskim Orderu Odrodzenia Polski.
4 września 1939 r. miasto znalazło się pod okupacją żołnierzy Wehrmachtu, czyli niemiecką, a następnie przyłączono je bezpośrednio w granice III Rzeszy z naruszeniem prawa międzynarodowego. Niemcy rozpoczęli systematyczną akcję wyniszczania kultury żydowskiej (m.in. spalili synagogę) i polskiej. 26 września 1941 r. na terenie Andrychowa utworzyli getto. Przebywało w nim ok. 1000 Żydów. Zostało zlikwidowane w listopadzie 1943 r.; kobiety i dzieci zostały wywiezione do obozu Auschwitz-Birkenau, a mężczyźni do obozu pracy przy Hucie Batory w Chorzowie.
Okupację niemiecką Andrychowa zakończyło 27 stycznia 1945 roku zajęcie miejscowości przez wojska 38 Armię 4 Frontu Ukraińskiego Armii Czerwonej. Walki o miasto trwały od 25 stycznia i zakończyły się jego zajęciem przez wojska radzieckie. Andrychów został ponownie przyłączony do województwa krakowskiego.
W okresie Polski Ludowej w Andrychowie odbudowywano fabryki i się szybko uprzemysłowiło (m.in. Andrychowskie Zakłady Przemysłu Bawełnianego, Wytwórnia Silników Wysokoprężnych, Andrychowska Fabryka Maszyn). 6 października 1954 do Andrychowa włączono Przykazę z gminy Wieprz.
W latach 1975–1998 miasto administracyjnie należało do woj. bielskiego.
Od 2005 r. miasto rozwija się jako ośrodek przemysłowy, kulturalny i turystyczny.

## Architektura i urbanistyka

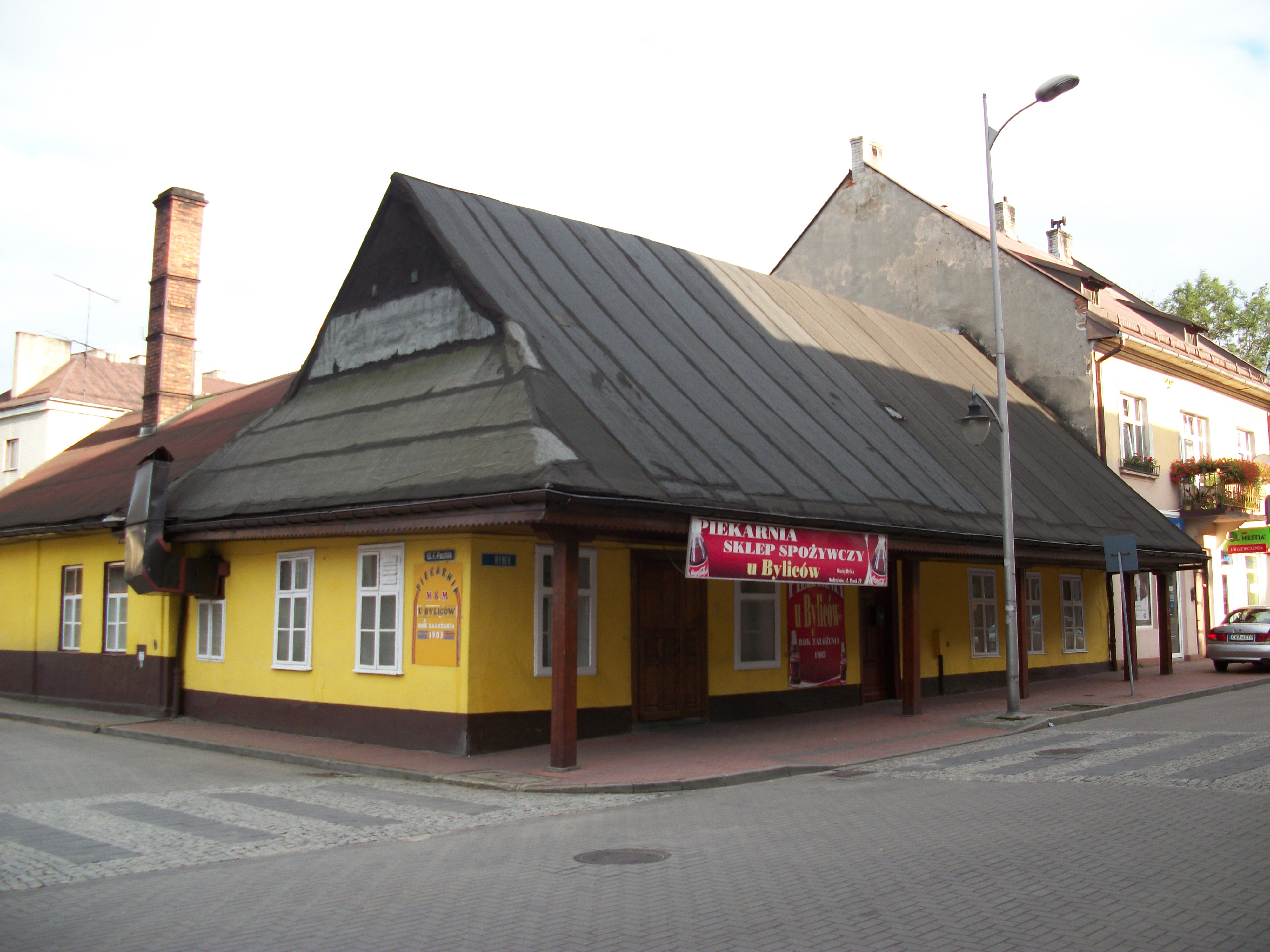
Tradycyjny, drewniany dom podcieniowy na andrychowskim rynku.

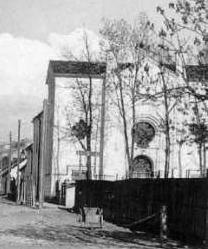
Synagoga w Andrychowie

Na obecny układ urbanistyczny Andrychowa wpływ miało wiele czynników, m.in.:
- Zniszczenia wojenne i liczne pożary.
- Późne lokowanie miasta.
- Andrychów był miastem prywatnym.
- Fakt istnienia przez długi czas obok siebie miasta Andrychów i wsi Andrychów.
- Skromne zasoby mieszkańców osady w początkach jej istnienia.
- Rozwój przemysłu w XIX w.
- Realizacja inwestycji o charakterze wypoczynkowym, sportowym, letniskowym w okresie międzywojennym XX w.
- Gwałtowna rozbudowa po II wojnie światowej.

W centrum miasta znajduje się Zamek Andrychowski (Pałac Bobrowskich) otoczony Parkiem Miejskim. Park wraz ze stawem jest pozostałością dworskich założeń parkowych.
Rynek w Andrychowie jest charakterystyczny, nieregularny (był wielokrotnie przebudowywany i powiększany poprzez wyburzanie domów i zasypanie stawu). Otoczony jest niewielkimi kamienicami powstałymi głównie na przełomie XIX/XX w.
Układ starego miasta ma ciekawą kompozycję, utrzymującą specyficzny galicyjski charakter.
W samym Andrychowie, jak i w gminie można odnaleźć wiele oryginalnych przykładów architektury drewnianej. Niestety, najcenniejsze domy podcieniowe praktycznie się nie zachowały (zostały zniszczone po wojnie przez komunistów i przebudowane w latach 90 XX w. tracąc swój charakter). Prawdopodobnie ostatni dom podcieniowy można oglądać na andrychowskim Rynku (obecnie znajduje się w nim piekarnia). Charakterystyczne dla gminy Andrychów jest obecność dużej liczby kapliczek przydrożnych.
Po II wojnie światowej zbudowano w mieście liczne osiedla bloków mieszkalnych. Wiązało się to ze wzrostem znaczenia Andrychowa jako ważnego ośrodka przemysłu – a co za tym idzie – powiększającą się liczbą mieszkańców. Obecnie andrychowskie blokowiska są w większości wyremontowane i dobrze utrzymane.

## Gospodarka
Andrychów ma długie tradycje przemysłowe. Tradycyjną gałęzią gospodarki było tkactwo oparte na uprawianym w okolicy lnie, a później na importowanej bawełnie. W XVIII w. i XIX w. produkcją i handlem płótnem zajmowały się chłopskie kolegacje. Jako ośrodek tkacki Andrychów wzmiankowano po raz pierwszy w 1674 roku. W miejscowości wytwarzano wówczas drelichy. W 1908 r. powstała Pierwsza Galicyjska Tkalnia Mechaniczna należąca do braci Czeczowiczków, która w okresie II RP w 1938 przekształcona została w kombinat przędzalniczo-tkacki. W Polsce Ludowej została upaństwowiona, przyjmując nazwę Zakłady Przemysłu Bawełnianego oraz rozbudowana i zmodernizowana w latach 1952–1958. W okresie tym w mieście znajdowały się również Zakłady Silników Wysokoprężnych.
Obecnie Andrychów jest jednym z ważniejszych centrów przemysłowych w województwie małopolskim. Rozwija się tu przemysł: maszynowy, włókienniczy i bawełniany. Od 2007 r. działa tam specjalna podstrefa specjalnej strefy ekonomicznej o łącznej powierzchni blisko 140 ha.
Na terenie miasta znajdują się przedsiębiorstwa takie jak: Andrychowskie Zakłady Przemysłu Bawełnianego Andropol SA, Wytwórnia Silników Wysokoprężnych Andoria SA, Andrychowska Fabryka Maszyn SA, Done Deliveries sp. k., Wosana SA, KZWM Ogniochron SA, SM Logistic sp. z o.o., Komplet Plus sp. z o.o., Incrementum sp. z o.o., Medi-Comp.pl sp. z o.o. i BH Karcz sp. z o.o.
W 2009 r. wyprodukowana w Zakładzie Przemysłu Bawełnianego Andropol SA antybakteryjna tkanina, zdobyła złoty medal na prestiżowym międzynarodowym salonie wynalazków w Genewie. Tkanina przeznaczona dla lekarzy i personelu medycznego ma chronić przed przemieszczeniem się bakterii.
Drugą ważną gałęzią gospodarki andrychowskiej jest turystyka i agroturystyka. Pierwsze duże inwestycje mające na celu stworzenie miejscowości letniskowej zostały zrealizowane w okresie międzywojennym XX wieku. Ze względu na swoje położenie oraz stale rozwijaną bazę Andrychów jest jednym z najważniejszych ośrodków turystycznych w regionie Beskidu Małego.
Charakterystycznymi negatywnymi cechami andrychowskiej gospodarki są:
- niewielka ilość podmiotów średniej wielkości,
- niski stopień rozwoju usług,
- małe zróżnicowanie branżowe (większość podmiotów zajmuje się: przetwórstwem przemysłowym, handlem detalicznym oraz budownictwem).

## Kultura
Andrychów jest ośrodkiem, w którym odbywa się wiele różnorodnych wydarzeń kulturalnych. Blisko 15-letnia działalność „Klubu pod Basztą” prowadzonego przez Jerzego Górkę spowodowała, że miasto zaczęto określać „jazzową stolicą Podbeskidzia”.
Wiele cyklicznych wydarzeń organizowanych jest przez Centrum Kultury i Wypoczynku w Andrychowie. Wydarzenia kulturalne w Andrychowie: Ogólnopolski Otwarty Festiwal Teatrów Amatorskich „Odeon”, „Piostur Gorol Song”, Basztowe Konfrontacje Recytatorskie „Koryfeusz”, Wieczór Austriacki – realizowany przy współpracy z Austriackim Konsulatem Generalnym w Krakowie, Bal Country, Dni Andrychowa, Pszczelarsko-Turystyczna Wiosna w Beskidach, Dożynki Gminne, lipcowe występy teatrów ulicznych, sylwester pod gwiazdami.
W działalność kulturalną miasta wpisują się Krajowe Zawody HF/VHF „Dni Andrychowa” organizowane od 2012 do 2017 roku przez krótkofalarski Klub Łączności „Delta” SP9KUP z Andrychowa. Poprzez fale radiowe promowana jest gmina Andrychów, tamtejsze zwyczaje, szczyty pobliskich gór, a nawet miejsca turystyczne.
Stałe ekspozycje związane z historią i kulturą regionu prowadzą: Izba Regionalna Ziemi Andrychowskiej prowadzona przez Towarzystwo Miłośników Andrychowa, Muzeum Historyczno-Etnograficzne oraz Prywatne Muzeum Marii Magiery.

Animacją kultury regionalnej zajmują się również: Stowarzyszenie Gospodyń Wiejskich oraz Ludowy Zespół Pieśni i Tańca „Andrychów”.
W Andrychowie działa (lub powstało) wiele zespołów muzycznych (m.in. Czerwie (zespół muzyczny), Roots Rockets, Artkiestra, Persona, Kapela Podwórkowa Wujka Jaśka, Andrychowska Kapela Podwórkowa „Andrusiki”), tanecznych (m.in. grupa mażoretek „Talent”, Klub Tańca Towarzyskiego „Step Dance”), teatralnych (m.in. Teatr Ruchu „Forma”, grupa teatralna „Na Marginesie”, Teatr Ekspresji).
Ważną rolę w andrychowskiej kulturze odgrywa Grupa Twórców „My” organizująca regularne plenery i wystawy malarskie.

## Media
W Andrychowie wydawany jest miesięcznik „Nowiny Andrychowskie”. Lokalną rozgłośnią radiową jest Radio Andrychów. Zarówno „Nowiny Andrychowskie”, portal radioandrychow.pl, jak i „Radio Andrychów” wydawane są przez Miejską Bibliotekę Publiczną w Andrychowie. W Andrychowie funkcjonują również niezależne portale informacyjne www.andrychow.pl oraz www.andrychowianin.pl, będące własnością prywatną. Wiadomości z terenu Andrychowa dostarcza także portal wrzuc.info oraz mamNewsa.pl.

## Turystyka

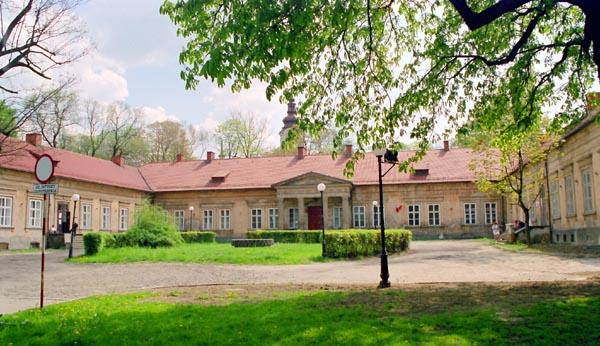
Pałac Bobrowskich w Andrychowie

Głównymi walorami turystycznymi Andrychowa są: Beskid Andrychowski (wschodnia część Beskidu Małego) oraz Starówka andrychowska w klimacie małego, galicyjskiego, górskiego miasta.
Oferta turystyczna gminy jest zróżnicowana: może być atrakcyjna zarówno dla turysty zainteresowanego aktywnym wypoczynkiem, jak i rekreacją.
Możliwości, jakie dają góry zostały wykorzystane – szlaki turystyczne, wyciągi i trasy narciarskie, ścianki wspinaczkowe. Rekreację zapewniają obiekty sportowe (kompleks odkrytych basenów, korty, lodowisko), rozrywkowe (Park Miniatur, Park Dinozaurów w pobliskim Inwałdzie). Dodatkową atrakcję stanowi oferta kulturalna.
Baza noclegowa jest rozbudowana i przygotowana dla klientów o różnym stopniu zamożności: w Andrychowie znajdują się zarówno duże hotele, gospodarstwa agroturystyczne i schroniska górskie.
Atrakcje turystyczne miasta:
- Beskid Mały ze szczytami Leskowcem i Groniem Jana Pawła II, oraz tzw. Gościńcem Kocierskim – trasą o dużych walorach krajoznawczych.
- stare miasto ze szczególnym uwzględnieniem pałacu Bobrowskich w Andrychowie (I poł. XVII w.) wraz z parkiem, barokowego kościoła pw. św. Macieja (1721) oraz zabytków architektury drewnianej.

### Piesze szlaki turystyczne
- Świnna Poręba – Magurka Ponikiewska – Schronisko PTTK Leskowiec – Przełęcz Pod Gancarzem – Gancarz – Narożnik – Przełęcz Kaczyńska – Inwałd – Andrychów

Pozostałe szlaki turystyczne w gminie Andrychów.

## Wspólnoty wyznaniowe
Na terenie Andrychowa działalność religijną prowadzą następujące Kościoły i związki wyznaniowe:
- Kościół Adwentystów Dnia Siódmego:
  - zbór w Andrychowie ul. 27 Stycznia 1[21]
- Kościół Chrześcijan Dnia Sobotniego:
  - zbór w Andrychowie[22]
- Kościół rzymskokatolicki:
  - parafia św. Macieja,
  - parafia św. Stanisława Biskupa Męczennika
- Kościół Zielonoświątkowy w RP:
  - zbór w Andrychowie[23]
- Świadkowie Jehowy:
  - zbór Andrychów (Sala Królestwa ul. Na Wzgórzach 6)[24][25]
- Zrzeszenie Wolnych Badaczy Pisma Świętego:
  - zbór Andrychów[26]

## Demografia

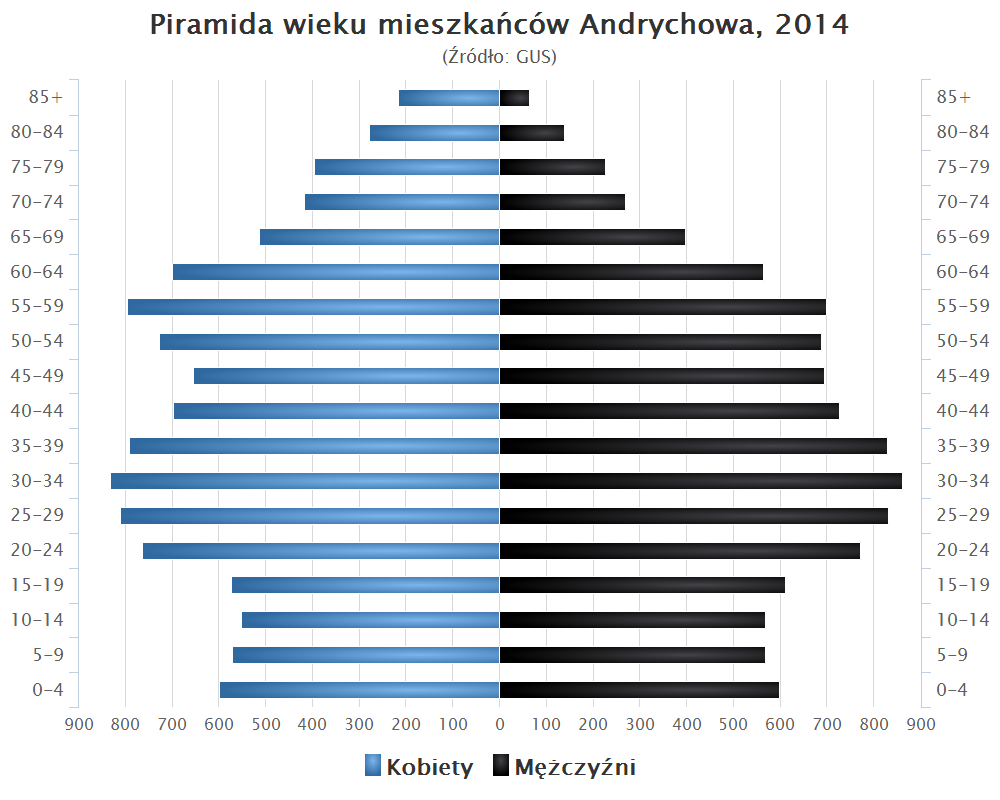
Piramida wieku mieszkańców Andrychowa w 2014 roku

## Sport
W związku z istnieniem odpowiedniej infrastruktury w Andrychowie uprawiane są: piłka siatkowa, koszykówka, futsal, sztuki walki, wspinaczkę skałkową, jazdę konną, narciarstwo biegowe i skokowe (skocznia Beskidek).
Swoją siedzibę mają:
- MKS Andrychów – siatkówka
- AKS Beskid Andrychów – piłka nożna
- Klub Siatkarski „Beskid” Andrychów – siatkówka
- Hustlerzy Andrychów – koszykówka
- Apache Basket – koszykówka
- Klub Sportowy „Delma” – koszykówka
- Małopolski Klub Karate
- Rodzinne Towarzystwo Sportowe „Jawornica”
- Uczniowski Klub Sportowy Black Dragon
- TKKF „Motor” w Andrychowie
- 3 oddziały PTTK

Obiekty sportowe w Andrychowie:
- kryty basen
- odkryty basen kąpielowy (oddany ponownie do użytku po modernizacji w 2009)
- hala sportowa
- stadion sportowy
- skatepark
- korty tenisowe

Imprezy sportowe w Andrychowie:
- Bieg Po Serce Zbója Spod Złotej Górki
- Rajd Zimowy po Ziemi Andrychowskiej
- Konkurs skoków narciarskich
- „Andlno” – Andrychowskie Imprezy na Orientację
- Ogólnopolski Spływ Kajakowy „Trzech Zapór”
- Rajd Rodzinny „Beskid Mały cząstką Europy”
- „Wielka Wronowiecka”
- rajd górski „Dzień Papieski”
- Puchar Polski we wspinaniu na sztucznej ścianie
- Puchar w siatkówce męskiej im. Tadeusza Szlagora
- Polonijne Mistrzostwa Świata w siatkówce kobiet i mężczyzn
- Ogólnopolski Turniej Piłki Siatkowej
- Basket na Żywo

## Miasta partnerskie
Miasta partnerskie Andrychowa:
- Starożyniec, Ukraina (13.02.2016)
- Priverno, Włochy (5.09.2008)
- Isny, Niemcy (2.05.1998)
- Brzecław, Czechy (16.12.2005)
- Landgraaf, Holandia (28.06.2007)
- Tukums, Łotwa (5.09.2008)
- Izium, Ukraina (16.07.2016)
- Choni, Gruzja (16.07.2016)